# 1895 no beisebol

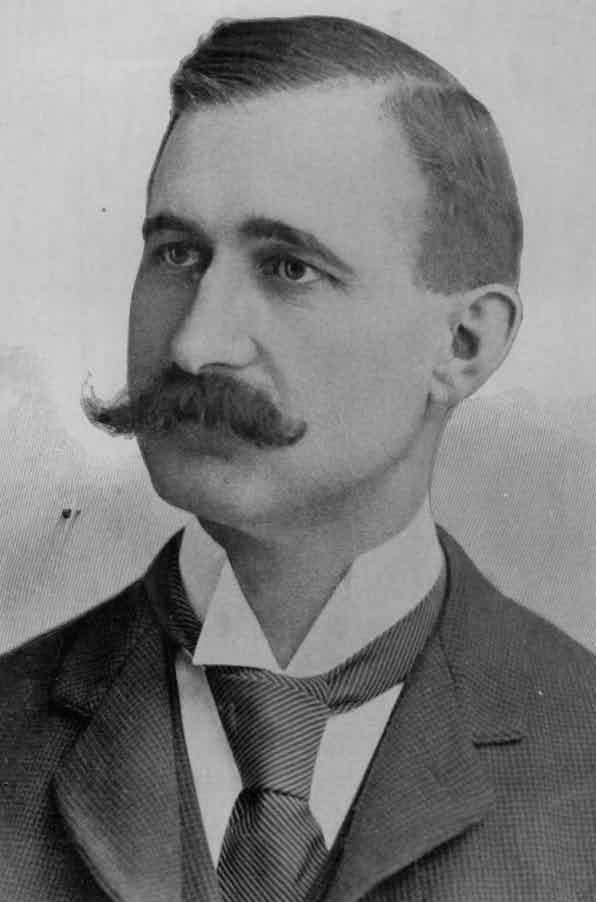
Sam Thompson, foi o líder em home runs com 18.

Esta é uma lista de eventos no mundo do beisebol durante o ano de 1895.

## Campeões
- National League: Baltimore Orioles
- Temple Cup: Cleveland Spiders bateu o Baltimore Orioles, 4 jogos a 1

## Líderes
- Rebatidas:  Jesse Burkett 40,9%
- Home Runs:  Sam Thompson  18
- Vitórias:  Cy Young  35
- ERA:  Al Maul 2.45

## Grandes ligas de beisebol - times e aproveitamento

### National League
| Time                  | Vitórias | Derrotas |
| --------------------- | -------- | -------- |
| Baltimore Orioles     | 87       | 43       |
| Cleveland Spiders     | 84       | 46       |
| Philadelphia Phillies | 78       | 53       |
| Chicago Colts         | 72       | 58       |
| Brooklyn Grooms       | 71       | 60       |
| Boston Beaneaters     | 71       | 60       |
| Pittsburgh Pirates    | 71       | 61       |
| Cincinnati Reds       | 66       | 64       |
| New York Giants       | 66       | 65       |
| Washington Senators   | 43       | 85       |
| St. Louis Browns      | 39       | 92       |
| Louisville Colonels   | 35       | 96       |

## Eventos
- 27 de fevereiro – Respondendo às queixas de cidadãos mais velhos como Cap Anson, a National League restringe o tamanho das luvas para todos os jogadores do campo externo, exceto catchers e primeiras-bases, à 10  onças, com uma circuferência máxima de 35 centímetros em vota do palmo. A liga também rescinde a regra que proibia a descoloração intencional da bola, permitindo assim que os jogadores sujassem a bola conforme seu desejo.
- 16 de agosto – Tommy Dowd do  St. Louis Browns  rebate pelo ciclo na vitória por 8–5 sobre o  Louisville Colonels.
- 30 de setembro – O primeira base do Washington Senators, Ed Cartwright  rebate pelo ciclo contra o  Boston Beaneaters.

## Nascimentos

### Janeiro
- 6 – Charlie Blackburn
- 9 – Ray French
- 11 – Paddy Driscoll
- 12 – Henry Bostick
- 12 – Jack Knight
- 16 – Lou Guisto
- 18 – George Hesselbacher
- 19 – Dan Boone
- 21 – Jimmy Zinn
- 21 – Ed Sperber
- 24 – Joe Cobb

### Fevereiro
- 2 – George Halas
- 2 – George Lees
- 2 – Burlin White
- 6 – Babe Ruth
- 9 – Wally Hood
- 12 – Sweetbread Bailey
- 15 – Larry Goetz
- 15 – Jimmy Ring
- 16 – Red Cox
- 17 – Leon Carlson
- 22 – Tony DeFate
- 22 – Roy Graham
- 22 – Ed Monroe
- 23 – Gus Sandberg
- 24 – Bill Bagwell

### Março
- 3 – Joe Jaeger
- 4 – Jesse Baker
- 8 – Jack Bentley
- 9 – Frank Kane
- 10 – Jake Propst
- 13 – Eric Erickson
- 13 – Alejandro Oms
- 14 – Lyman Lamb
- 23 – Frank Parkinson
- 26 – Joe Klugmann
- 27 – Bill Burwell
- 31 – Carson Bigbee

### April
- 2 – Earl Pruess
- 8 – Eddie Bacon
- 10 – Bob McGraw
- 11 – Ralph Sharman
- 12 – Sammy Vick
- 18 – Hans Rasmussen
- 22 – Bob Smith
- 23 – Tom Knowlson
- 24 – Harry Harper
- 24 – Dixie Parker
- 25 – George Lowe
- 26 – Buzz Murphy

### Maio
- 3 – Bob Pepper
- 3 – Chick Tolson
- 4 – Charlie Babington
- 8 – Ed Murray
- 10 – Pat Hardgrove
- 12 – Jim Poole
- 13 – Red Lanning
- 13 – Frank Mills
- 15 – Joe Evans
- 15 – Jimmy Smith
- 16 – Colonel Snover
- 19 – Ray Kennedy
- 24 – Gus Felix
- 25 – Jim Riley
- 30 – Harry Salmon

### Junho
- 2 – Al Baird
- 3 – Johnny Bassler
- 5 – Ray Rohwer
- 8 – Sam McConnell
- 13 – Emilio Palmero
- 14 – Ike Davis
- 21 – Oliver Marcelle
- 23 – Jack Smith
- 23 – George Weiss
- 25 – Bill Webb
- 30 – Johnny Miljus

### Julho
- 2 – Frank Thompson
- 5 – George Kopshaw
- 9 – Joe Gleason
- 12 – Artie Dede
- 19 – Snake Henry
- 23 – Art Rico

### Agosto
- 1 – Clem Llewellyn
- 4 – Hooks Foreman
- 7 – Ed Gill
- 9 – Willis Flournoy
- 10 – Joe Schepner
- 16 – Fred Bailey
- 20 – Pete Schneider
- 24 – Les Howe
- 25 – Ray Roberts
- 26 – Axel Lindstrom
- 29 – Guy Morrison

### Setembro
- 5 – Ted Jourdan
- 6 – Shags Horan
- 10 – George Kelly
- 15 – Hugh McQuillan
- 21 – Ad Swigler
- 22 – Austin McHenry
- 23 – Johnny Mokan
- 26 – Bernie Neis
- 28 – Hal Bubser
- 28 – Whitey Witt
- 30 – Dick Cox

### Outubro
- 1 – Carmen Hill
- 1 – Roy Johnson
- 3 – Bert Lewis
- 4 – Ralph Shinners
- 5 – Norm McMillan
- 7 – Fred Fussell
- 8 – Ed Wingo
- 13 – Mike Gazella
- 13 – Ben Paschal
- 13 – Jim Roberts
- 16 – Bill Skiff
- 18 – Babe Pinelli
- 18 – Tom Sullivan
- 20 – John Russell
- 22 – Johnny Morrison
- 24 – Al Pierotti
- 27 – Clarence Huber
- 30 – Thomas Healy

### Novembro
- 3 – Felton Stratton
- 3 – Jim Walkup
- 3 – Kid Willson
- 4 – Bill McCarren
- 5 – Tom McNamara
- 5 – Rasty Wright
- 8 – Mike Knode
- 10 – Chick Fewster
- 10 – Bill Summers
- 10 – Slicker Parks
- 11 – Cy Morgan
- 13 – George Dumont
- 17 – George Scott
- 19 – Billy Zitzmann
- 23 – Dallas Bradshaw
- 25 – Jakie May
- 26 – George Tomer
- 28 – Bill Anderson
- 28 – Molly Craft
- 29 – Jack Enright

### Dezembro
- 1 – Jake Miller
- 2 – Art Jahn
- 7 – Bud Davis
- 25 – Frank Ellerbe
- 25 – Herb Hunter
- 26 – Bonnie Hollingsworth
- 29 – Clyde Barnhart

## Mortes
- 10 de janeiro – Steve Ladew, 32, outfielder/ pitcher em 1889 pelo Kansas City Cowboys da  American Association.
- 15 de janeiro – Ed Silch, 29, pitcher em 1888 pelo Brooklyn Bridegrooms da National League.
- 21 de janeiro – Frank Bowes, 30,  catcher/outfielder/infielder em 1890 pelo Brooklyn Gladiators da American Association.
- 29 de janeiro – Tony Suck, 36, catcher que jogou em 1883 pelo Buffalo Bisons da National League, em 1884 pelo Baltimore Monumentals e ainda em 1884 pelo Chicago Browns da Union Association.
- 8 de fevereiro – Roger Carey, 30, segunda base do New York Giants em 1889 da National League.
- 2 de março – Kid Camp, 25, arremessador da National League que jogou em 1892 pelo Pittsburgh Pirates e pelo Chicago Colts em 1894.
- 30 de março – Henry Easterday, 30, shortstop que jogou por cinco times em diferentes ligas entre 1884 e 1890.
- 16 de abril- Jack McQuaid, 36, umpire da American Association e da National League de 1886 até 1894.
- 18 de abril – Henry Myers, 36, shortstop e gerente do Baltimore Orioles em 1892, que também jogou parte de duas temporadas com o Providence Grays em 1881 e o Wilmington Quicksteps em 1884.
- 21 de abril – Jim Tipper, 45, campista externo da National Association que jogou pelo Middletown Mansfields, Hartford Dark Blues e o  New Haven Elm Citys entre 1869 e 1875.
- 23 de abril – Long John Ewing, 31, arremessador e outfielder por seis times em diferentes ligas entre 1883 e 1891; liderou a National League entre os arremessadores com um ERA de 2.27 em sua última temporada nas grandes ligas.
- 21 de junho – Rex Smith, 31, arremessador em 1886 pelo Philadelphia Athletics da American Association.
- 8 de julho – Steve King, 53, outfielder que jogou entre 1871 e 1872 pelo Troy Haymakers da National Association.
- 8 de agosto – Ed Colgan, (?), catcher/outfielder em 1884 pelo Pittsburgh Alleghenys da American Association.
- 3 de outubro – Harry Wright, 60, jogador e técnico membro do Hall of Fame e organizador do primeiro time profissional de beisebol, o Cincinnati Red Stockings de 1869; é reconhecido como sendo o primeiro técnico das grandes ligas a alcançar 1000 vitórias na carreira.
- 16 de outubro – Kid Summers, 27, catcher e outfielder canadense que jogou em 1893 pelo  St. Louis Browns da National League.
- 9 de novembro – George Joyce, 48, campista central em 1886 pelo  Washington Nationals da National League.
- 16 de novembro – Jim McLaughlin, 34, arremessador/outfielder em 1884 pelo Baltimore Orioles da American Association.
- 20 de novembro – Dick Hunt, 48, campista direito/segunda base em 872 pelo Brooklyn Eckfords da National Association.
- 12 de dezembro – Harry Fuller, 33, terceira base em 1891 pelo St. Louis Browns da American Association.